# Qaem Shahr
Qaem Shahr of Qā’em Shahr is een stad in de provincie Mazandaran in het noorden van Iran.
Historisch werd het stadsgebied aangeduid als Aliyabad. In september 1935 volgde een eerste naamswijziging tot Shāhi, op vraag van, en als eerbetoon aan sjah Reza Pahlavi die uit de streek kwam. Na de Iraanse Revolutie in 1979 kreeg de stad zijn huidige naam, Qā’em Shahr.
De stad ligt 237 kilometer ten noordoosten van Teheran, 20 kilometer ten zuidoosten van Babol en 23 kilometer ten zuidwesten van Sari, de hoofdstad van de provincie Mazandaran. Het ligt ten oosten van de rivier de Talar en ten noorden van het Elboersgebergte.
In 1951 had Qaem Shahr ongeveer 18.000 inwoners, en groeide via ongeveer 123.684 inwoners in 1991 tot 204.953 inwoners in 2016.
De stad, gelegen in de vruchtbare vlaktes van Mazandaran, is sinds 1838 een stopplaats voor de Trans-Iraanse Spoorlijn, later werd het ook het vertrekpunt van de Noord-Iraanse spoorlijn die hier vandaan de hoogste bergketen van het Midden-Oosten, de Elboers, oversteekt.

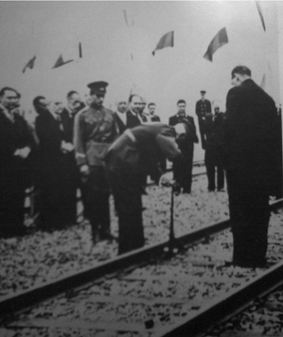
Reza Shah, spoorlijn

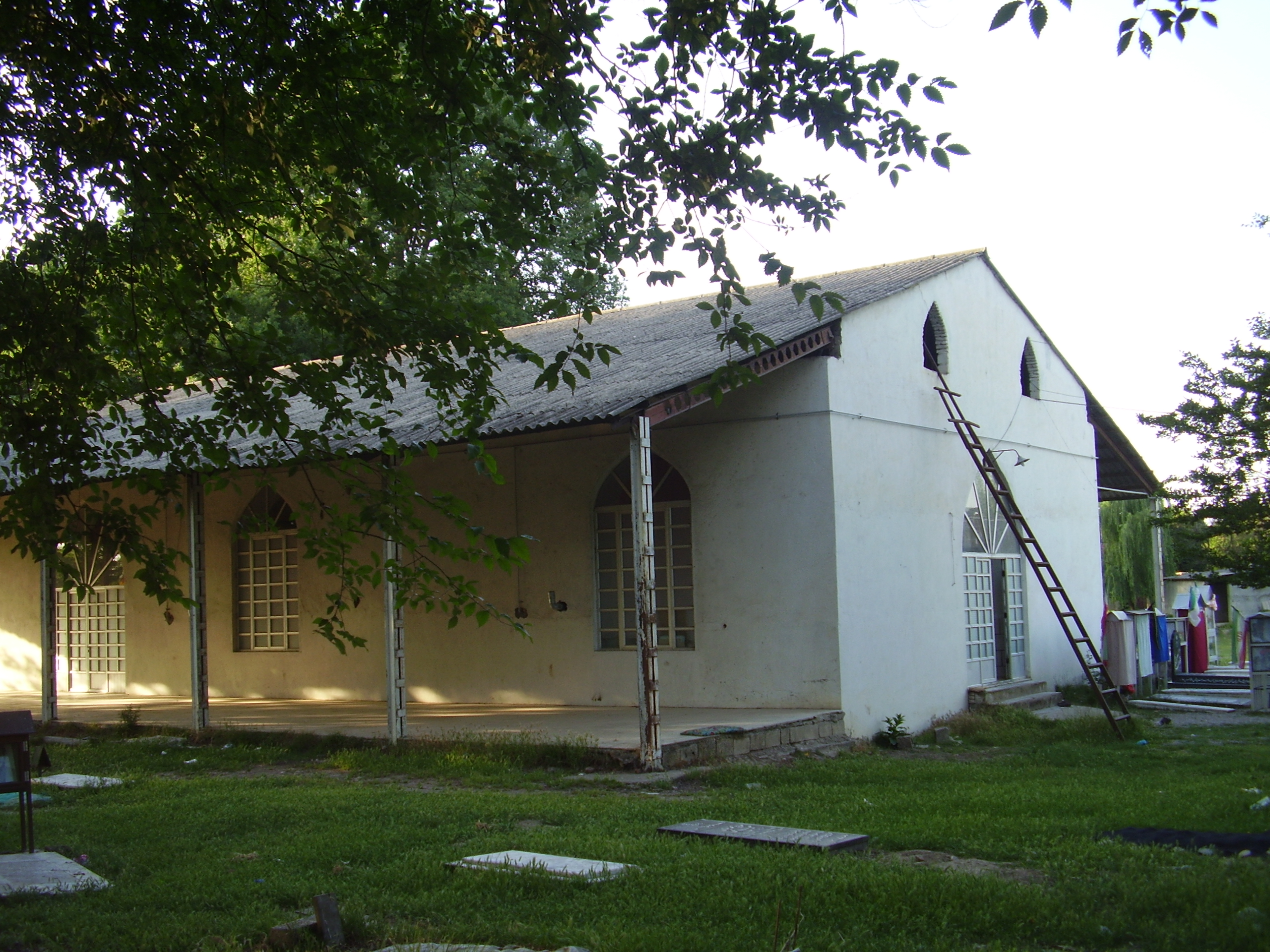
Sheikh tabarsi-graf in Warm Shahr

## Mensen en cultuur
De bevolking van Qaem Shahr is een combinatie van hoofdzakelijk Perzen, Mazandariërs, Turken, Koerden, Pathanen, Turkmenen en Baluchi's. Talen zijn er het  Mazandarani en het Perzisch.